# Überwerfungsbauwerk

Zwei zweigleisige Strecken vereinigen sich zu einer viergleisigen Trasse im Richtungsbetrieb mit Hilfe eines Überwerfungsbauwerkes (hier Linksverkehr).

Ein Überwerfungsbauwerk, Überwurfbauwerk oder Kreuzungsbauwerk (Abkürzung Krbw) ist eine Brücke, eine Unterführung, ein künstlicher Geländeeinschnitt, ein Tunnel oder ein anderes Bauwerk, dessen vorrangige Aufgabe die Führung zweier sich überschneidender Verkehrswege auf unterschiedlichen Ebenen (niveaufrei bzw. planfrei) ist.

## Eisenbahnverkehr

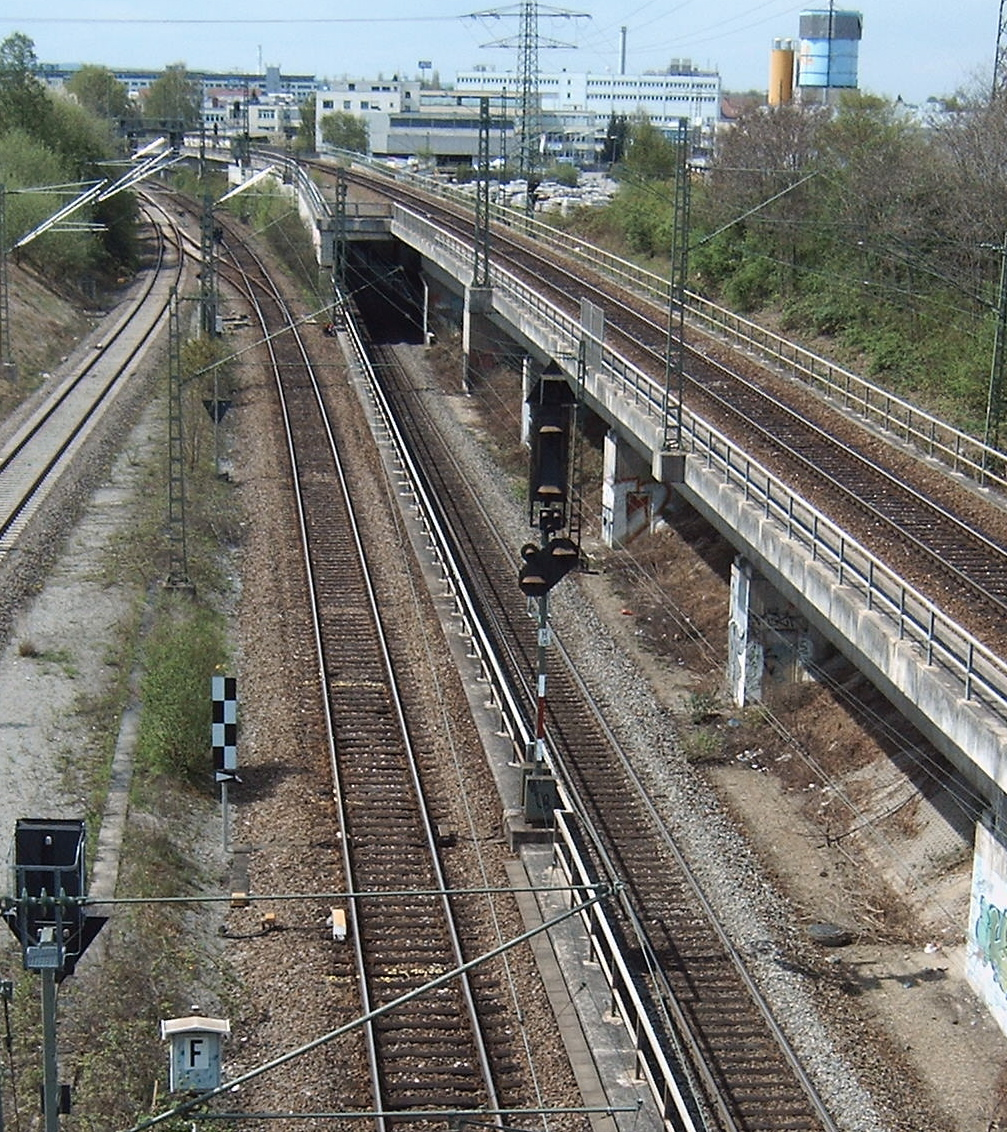
Überwerfungsbauwerk zwischen Fellbach und Waiblingen

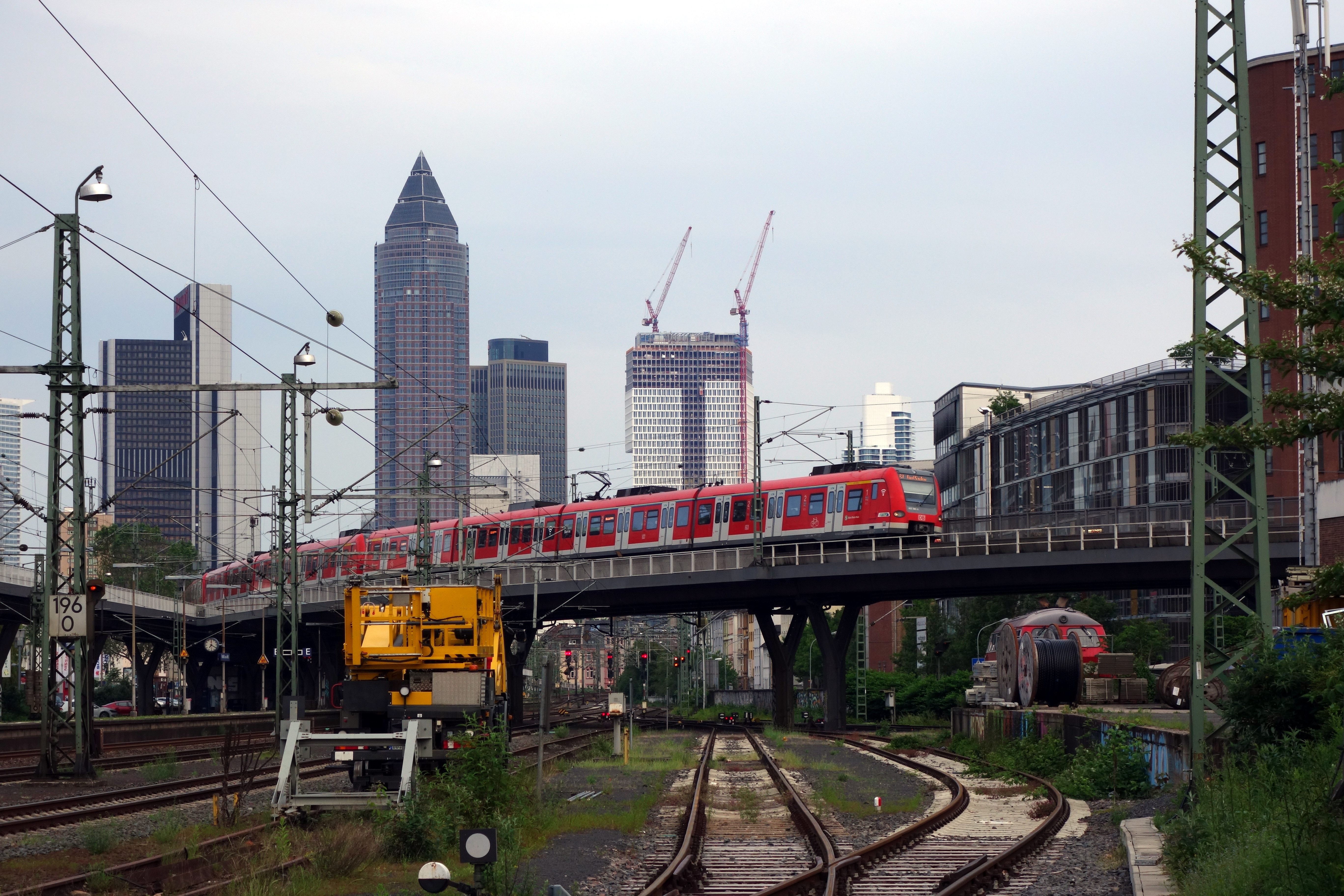
Ausfädelung der Homburger Bahn hinweg über die Gleise der Main-Weser-Bahn am Bahnhof Frankfurt (Main) West

Überwerfungsbauwerk bei einem Gleisdreieck, südöstlich von Fretin, auf denen die Hochgeschwindigkeitszüge des TGV und des Eurostar sich trennen. Die Arme sind ca. 3 km lang.

Häufig sind Überwerfungsbauwerke im Eisenbahnbau anzutreffen. Im Wesentlichen werden sie für zwei Zwecke errichtet:
- Als Entflechtungen, wenn lange Brems- und Beschleunigungswege von Schienenfahrzeugen eine voneinander unabhängige Führung verschiedener Gleise notwendig machen. Dies ist beispielsweise bei Streckengleisen der Fall, die aus einem Bahnhof hinausführen, ohne dass ausfahrende Züge die Trasse für andere Fahrten blockieren sollen. Eisenbahnüberwerfungen sind aufgrund der flachen Zufahrtsrampen häufig sehr lange Bauwerke. Beispielsweise besteht die Entflechtung Wylerfeld im Nordosten Berns aus einem 300 m langen Tunnel mit je einer Rampe davor und dahinter, die jeweils ca. 290 m lang sind.
- Beim Wechsel zwischen Links- und Rechtsverkehr auf mehrgleisigen Strecken, zum Beispiel zum Wechsel der Fahrordnung in Elsass und Lothringen zwischen den Strecken der ehemaligen Reichseisenbahnen in Elsaß-Lothringen und denen der ehemaligen Compagnie des Chemins de fer de l’Est (EST).

Im Rahmen des Deutschlandtakts sollen zahlreiche neue Überwerfungsbauwerke in Deutschland entstehen.

## Autoverkehr
Auch Schnellstraßen und Autobahnen mit ihren vollständig kreuzungsfrei geführten Fahrbahnen machen eine Vielzahl von Überwerfungsbauwerken nötig, etwa bei allen Autobahnkreuzen oder bei der Verbindung von Ländern mit Links- und Rechtsverkehr. Die Bezeichnung Überflieger oder Fly-over ist gebräuchlich.